# Intuito femminile
Intuito femminile (Feminine Intuition) è un racconto fantascientifico scritto da Isaac Asimov. Pubblicato per la prima volta nel 1969 è stato inserito nella seconda edizione dell'antologia Il secondo libro dei robot ed è attualmente presente anche in altre raccolte di racconti di Asimov.

## Trama
Morto Alfred Lanning e con Susan Calvin in pensione, Peter Bogert è il capo della ricerca e sviluppo della U.S. Robots and Mechanical Men coadiuvato dal robopsicologo capo Clinton Madarian. La US Robots è diventata una multinazionale e i suoi progetti vanno oltre i cervelli positronici. Il progetto più importante è il balzo spaziale che permette di raggiungere altri sistemi stellari in tempi ragionevoli. Il problema principale di tale progetto però, sono i finanziamenti, dato lo scarso interesse dell'opinione pubblica verso l'esplorazione dello spazio ed i costi astronomici del progetto.
Madarian quindi propone di sfruttare il suo nuovo progetto, la serie di robot JN, per trovare esopianeti abitabili in modo da ricreare l'interesse sopito per l'esplorazione e attrarre capitali pubblici nel progetto. Purtroppo questa impresa è ancora più ardua del balzo spaziale e la maggiore difficoltà sta proprio nei robot della innovativa serie JN: sono robot liberi da schemi e condizionamenti, dovendo ubbidire solo alle tre leggi della robotica ma liberi di imparare tutto il resto. Per l'opinione pubblica questo è semplicemente inconcepibile e solo immaginare tale cosa porterebbe al fallimento della U.S. Robots. Ma Madarian convince Bogert ad approvare il progetto JN dicendogli che non si trattava di un robot normale, ma di uno dotato di personalità, e perciò di inventiva, e per di più tendente al "femminile", in modo da tranquillizzare l'opinione pubblica che erroneamente ritiene le donne meno intelligenti degli uomini ma più intuitive. Alla serie perciò viene dato lo pseudonimo di Jane, e non John come inizialmente si pensava.
Gli ci vogliono anni, ma alla fine con Jane-5 può partire per Flagstaff, dove v'è un laboratorio per la ricerca degli esopianeti. Jane qui, sentendosi a suo agio nell'ambiente dei laboratori, riesce a trovare tre sistemi stellari con pianeti abitabili, solo che prima che Madarian riesca a mandare i dati, muore nel viaggio di ritorno assieme a Jane in un incidente aereo causato da un meteorite. Bogert chiama la dottoressa Calvin, ormai ottantenne, per capire quali potessero essere i pianeti abitabili trovati, in base alla mentalità e alle ricerche fatte dal robot e dal robopsicologo.
Dopo numerose ricerche, alla fine Calvin convoca il capo della U.S. Robots per riferirgli di aver trovato la soluzione: chiedere i dati al camionista che aveva portato da Flagstaff all'aeroporto Jane e Madarian, dato che questi non poteva non aver sentito tutti i discorsi che c'erano stati tra il robot e il dottore. In realtà Calvin aveva già trovato quelle informazioni nei computer di Flagstaff, solo che per punire Bogert e la sua superbia intellettuale nei confronti delle donne, quando le viene chiesto come faceva a esserne sicura, lei risponde di aver avuto un'intuizione.